# Isolamento topográfico

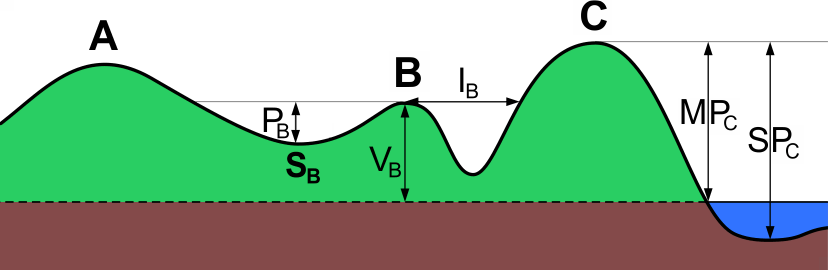
A, B, C … picos (A é o cume-pai de B)
S_{B} … colo para a determinação da proeminência topográfica de B
V_{B} … altitude ortométrica de B
P_{B} … proeminência topográfica de B
I_{B} … isolamento topográfico de B
P_{B} / V_{B} … dominância de B (v %)
MP_{C} … proeminência do pico C (a partir do nível do mar)
SP_{C} … proeminência do pico C (a partir do fundo do mar)

Designa-se por isolamento topográfico de um cume a distância mínima horizontal segundo um grande círculo desse cume até ao ponto mais próximo de maior altitude. O isolamento topográfico representa um raio de dominância no qual o cume é o ponto mais alto. Pode ser calculado para pequenas colinas e ilhas, ou para grandes montanhas, e mesmo para picos submarinos.

## Lista das montanhas com maior valor de isolamento topográfico
| Ordem | Montanha                       | Local e País                                            | Altitude ortométrica | Proeminência | Isolamento  |
| ----- | ------------------------------ | ------------------------------------------------------- | -------------------- | ------------ | ----------- |
| 1     | Monte Everest                  | Nepal e China                                           | 8848 m               | 8848 m       | 40007,62 km |
| 2     | Aconcágua                      | Argentina                                               | 6962 m               | 6962 m       | 16517,62 km |
| 3     | Monte Denali (McKinley)        | Alasca, Estados Unidos                                  | 6194 m               | 6148 m       | 7450,24 km  |
| 4     | Monte Quilimanjaro             | Tanzânia                                                | 5895 m               | 5885 m       | 5509,70 km  |
| 5     | Puncak Jaya                    | Nova Guiné, Indonésia                                   | 4884 m               | 4884 m       | 5261,65 km  |
| 6     | Maciço Vinson                  | Antártida                                               | 4892 m               | 4892 m       | 4911,37 km  |
| 7     | Monte Orohena                  | Tahiti, Polinésia Francesa                              | 2241 m               | 2241 m       | 4128,07 km  |
| 8     | Mauna Kea                      | Hawai'i, Estados Unidos                                 | 4205 m               | 4205 m       | 3946,92 km  |
| 9     | Gunnbjørn Fjeld                | Gronelândia, Dinamarca                                  | 3694 m               | 3694 m       | 3251,24 km  |
| 10    | Monte Cook                     | Ilha Sul, Nova Zelândia                                 | 3754 m               | 3754 m       | 3139,82 km  |
| 11    | Thabana Ntlenyana              | Lesoto                                                  | 3482 m               | 2390 m       | 3003,28 km  |
| 12    | Maunga Terevaka                | Rapa Nui, Chile                                         | 506 m                | 506 m        | 2836,17 km  |
| 13    | Monte Branco                   | França (ou fronteira França-Itália)                     | 4810 m               | 4697 m       | 2812,04 km  |
| 14    | Piton des Neiges               | Reunião                                                 | 3069 m               | 3069 m       | 2767,30 km  |
| 15    | Klyuchevskaya Sopka            | Kamchatka, Rússia                                       | 4750 m               | 4649 m       | 2748,28 km  |
| 16    | Pico de Orizaba                | México                                                  | 5636 m               | 4922 m       | 2690,27 km  |
| 17    | Queen Mary's Peak              | Tristão da Cunha, Santa Helena (território)             | 2060 m               | 2060 m       | 2665,34 km  |
| 18    | Monte Whitney                  | Estados Unidos                                          | 4421 m               | 3071 m       | 2649,47 km  |
| 19    | Gunung Kinabalu                | Bornéu, Malásia                                         | 4098 m               | 4098 m       | 2538,23 km  |
| 20    | Monte Elbrus                   | Cabárdia-Balcária e Carachai-Circássia, Rússia          | 5642 m               | 4741 m       | 2472,69 km  |
| 21    | Pico da Bandeira               | Minas Gerais e Espírito Santo, Brasil                   | 2890 m               | 2640 m       | 2392,74 km  |
| 22    | Monte Camarões                 | Camarões                                                | 4040 m               | 3901 m       | 2337,92 km  |
| 23    | Monte Paget                    | Geórgia do Sul                                          | 2915 m               | 2915 m       | 2269,12 km  |
| 24    | Mauga Silisili                 | Savai'i, Samoa                                          | 1858 m               | 1858 m       | 2245,43 km  |
| 25    | Nevado Huascarán               | Peru                                                    | 6746 m               | 2776 m       | 2196,26 km  |
| 26    | Anamudi                        | Kerala, Índia                                           | 2695 m               | 2480 m       | 2115,33 km  |
| 27    | Jebel Toubkal                  | Marrocos                                                | 4167 m               | 3755 m       | 2078,45 km  |
| 28    | Monte Fuji                     | Honshu, Japão                                           | 3776 m               | 3776 m       | 2077,04 km  |
| 29    | Emi Koussi                     | Chade                                                   | 3445 m               | 2934 m       | 2000,77 km  |
| 30    | Pico Mawson                    | Ilha Heard, Ilha Heard e Ilhas McDonald                 | 2745 m               | 2745 m       | 1921,63 km  |
| 31    | Monte Mitchell                 | Carolina do Norte, Estados Unidos                       | 2037,31 m            | 1856,54 m    | 1913,48 km  |
| 32    | Gunung Kerinci                 | Samatra, Indonésia                                      | 3805 m               | 3805 m       | 1904,84 km  |
| 33    | Ponto mais alto de Agrihan     | Marianas Setentrionais                                  | 965 m                | 965 m        | 1901,74 km  |
| 34    | Monte Kosciuszko               | Austrália                                               | 2228 m               | 2228 m       | 1894,83 km  |
| 35    | Olavtoppen                     | Ilha Bouvet                                             | 780 m                | 780 m        | 1856,34 km  |
| 36    | Ponto mais alto da Ilha Jarvis | Ilha Jarvis, Ilhas Menores Distantes dos Estados Unidos | 22,86 m              | 22,86 m      | 1851,81 km  |
| 37    | Pico Mascarin                  | Ilha Marion, Ilhas do Príncipe Eduardo, África do Sul   | 1230 m               | 1230 m       | 1847,77 km  |
| 38    | Montanha Green                 | Ascensão                                                | 859 m                | 859 m        | 1842,26 km  |
| 39    | Gora Narodnaya                 | Montes Urais, Rússia                                    | 1895 m               | 1772 m       | 1835,59 km  |
| 40    | Yushan                         | Taiwan                                                  | 3952 m               | 3952 m       | 1814,83 km  |